# Tetracanthella cassagnaui
Tetracanthella cassagnaui är en urinsektsart som beskrevs av Hermann Gisin 1962. Tetracanthella cassagnaui ingår i släktet Tetracanthella och familjen Isotomidae. Inga underarter finns listade i Catalogue of Life.